# Feins-en-Gâtinais

Feins-en-Gâtinais este o comună în departamentul Loiret din centrul Franței. În 1 ianuarie 2022 avea o populație de 30 de locuitori.